# Dům čp. 123 (Štramberk)
Dům čp. 123 stojí na ulici Vrchní cesta ve Štramberku v okrese Nový Jičín. Roubený dům byl postaven v první polovině 19. století. Byl zapsán do Ústředního seznamu kulturních památek ČR před rokem 1988 a je součástí městské památkové rezervace.

## Historie
Podle urbáře z roku 1558 na náměstí bylo postaveno původně 22 domů s dřevěným podloubím, kterým bylo přiznáno šenkovní právo a sedm usedlých na předměstí. Uprostřed náměstí stál pivovar. V roce 1614 je uváděno 28 hospodářů, fara, kostel, škola a za hradbami 19 domů. Za panování jezuitů bylo v roce 1656 uváděno 53 domů. První zděný dům čp. 10 byl postaven na náměstí v roce 1799. V roce 1855 postihl Štramberk požár, při něm shořelo na 40 domů a dvě stodoly. V třicátých letech 19. století stálo nedaleko náměstí ještě dvanáct dřevěných domů. Roubený dům čp. 123 byl postaven v první polovině 19. století. V osmdesátých letech 20. století byl rekonstruován. Objekt je příkladem lidové architektury v původní zástavbě na předměstí Štramberku.

## Stavební podoba
Dům je přízemní roubená stavba obdélníkového půdorysu orientované štítovou stranou k ulici. Je trojdílné dispozice (jizba, síň a komora). Dům je postaven na vysoké kamenné podezdívce, která vyrovnává svahovou nerovnost a má zaklenuté sklepní prostory přístupné vstupy z ulice. Zadní část domu je zděná, část vysunutá k ulici roubená z kuláčů a tesaných trámů. Průčelí je tříosés kaslíkovými okny. Štít je svisle bedněný s podlomením a dvěma výzorníky. Střecha je sedlová s vikýři na jižní straně, krytá plechovými šablonami červené barvy.